# Yūki Kamatani
Yūki Kamatani (镰谷 悠希 Kamatani Yūki?,  Hiroshima, Japón, 22 de junio de 1983) es una persona japonesa de género no binario y mangaka profesional. Una de sus obras más conocidas es Nabari no Ō, la cual recibió una adaptación a serie de anime, así como también el manga Shōnen Note. Kamatani es abiertamente asexual y de género no binario.
La revista mensual GFantasy ha publicado ambas obras. Kamatani afirmó que entre sus mangas favoritos se encuentran Naruto y Ninja Scroll, y que es amante de los perros. Con su trabajo Nabari no Ō, fue finalista en el marco del Noveno Festival de las Artes de los medios de comunicación por Historia de Mangade Japón en 2005.
Kamatani trabajó con J.C.Staff para crear veintiséis episodios de la adaptación al anime de Nabari no Ō. Dirigido por Kunihisa Sugishima, la serie se estrenó en Japón en TV Tokyo, el 6 de abril de 2008. Posteriormente, los episodios tuvieron aire en otras TXN redes, incluidas las de Aichi TV y TV Osaka. Shonen Note fue licenciada en España por Ediciones Tomodomo el 20 de julio de 2015, y el 11 de diciembre de 2017 se empezó a publicar Shimanami tasogare bajo el título Sombras sobre Shimanami por la misma editorial española.

## Obras
| Año  | Manga                     | Revista     | Editorial   | Volúmenes      |
| ---- | ------------------------- | ----------- | ----------- | -------------- |
| 2004 | Nabari no Ō               | GFantasy    | Square Enix | 14             |
| 2005 | Tanpenshuu                | ????        | Square Enix | Oneshot        |
| 2010 | Shonen Note               | Morning Two | Kodansha    | 8 (finalizado) |
| 2015 | Shimanami tasogare        | ????        | Shogakukan  | 4 (finalizado) |
| 2021 | Hiraeth wa Tabiji no Hate | Morning Two | Kodansha    | 3 (finalizado) |